# George Richmond
George Richmond (Brompton, 28 marzo 1809 – Londra, 19 marzo 1896) è stato un pittore britannico.

## Biografia
In gioventù fece parte di Gli Antichi, un gruppo di seguaci di William Blake; più tardi diventò un ritrattista.
Fan di cricket, fu ricordato nel suo necrologio come un habitué del Lord's dal 1816.
Era il padre del pittore William Blake Richmond e il nonno dell'Ammiraglio Sir Herbert Richmond, storico navale.